# 赫芭·艾哈邁德
赫芭·艾哈邁德（Heba Ahmed，1985年1月1日—）是一名埃及划船運動員，主攻女子單人雙槳和女子雙人雙槳項目。她曾獲得非洲划船錦標賽女子單人雙槳亞軍。

## 外部連結
- 赫芭·艾哈邁德在WorldRowing.com的资料